# Běh na lyžích na Zimních olympijských hrách 1952
Běh na lyžích na Zimních olympijských hrách 1952 v Oslu.

## Medailové pořadí zemí
| Pořadí | Země          | Zlato | Stříbro | Bronz | Celkově |
| ------ | ------------- | ----- | ------- | ----- | ------- |
| 1.     | Finsko (FIN)  | 3     | 3       | 2     | 8       |
| 2.     | Norsko (NOR)  | 1     | 1       | 1     | 3       |
| 3.     | Švédsko (SWE) | 0     | 0       | 1     | 1       |
|        | Celkem        | 4     | 4       | 4     | 12      |

## Medailisté

### Muži
| Disciplína        | Zlato                                                                     | Výkon   | Stříbro                                                                              | Výkon   | Bronz                                                                            | Výkon   |
| ----------------- | ------------------------------------------------------------------------- | ------- | ------------------------------------------------------------------------------------ | ------- | -------------------------------------------------------------------------------- | ------- |
| 18 km             | Hallgeir Brenden · Norsko (NOR)                                           | 1:01:34 | Tapio Mäkelä · Finsko (FIN)                                                          | 1:02:09 | Paavo Lonkila · Finsko (FIN)                                                     | 1:02:20 |
| 50 km             | Veikko Hakulinen · Finsko (FIN)                                           | 3:33:33 | Eero Kolehmainen · Finsko (FIN)                                                      | 3:38:11 | Magnar Estenstad · Norsko (NOR)                                                  | 3:38:28 |
| štafeta 4 × 10 km | Finsko (FIN) · Heikki Hasu · Paavo Lonkila · Urpo Korhonen · Tapio Mäkelä | 2:20:16 | Norsko (NOR) · Magnar Estenstad · Mikal Kirkholt · Martin Stokken · Hallgeir Brenden | 2:23:13 | Švédsko (SWE) · Nils Täpp · Sigurd Andersson · Enar Josefsson · Martin Lundström | 2:24:13 |

### Ženy
| Disciplína | Zlato                           | Výkon | Stříbro                           | Výkon | Bronz                            | Výkon |
| ---------- | ------------------------------- | ----- | --------------------------------- | ----- | -------------------------------- | ----- |
| 10 km      | Lydia Widemanová · Finsko (FIN) | 41:40 | Mirja Hietamiesová · Finsko (FIN) | 42:39 | Siiri Rantanenová · Finsko (FIN) | 42:50 |